# أكيرا ناكامورا (لاعب كرة قاعدة)
أكيرا ناكامورا (باليابانية: 中村晃؛ بالكانا: なかむら あきら) هو لاعب كرة قاعدة ياباني، ولد في 5 نوفمبر 1989 في أساكي في اليابان.

## وصلات خارجية
- أكيرا ناكامورا على موقع الدوري الياباني لكرة القاعدة (الإنجليزية)
- أكيرا ناكامورا على موقعبيزبول رفرنس.كوم (الدوري الثانوي) (الإنجليزية)